# Brno X

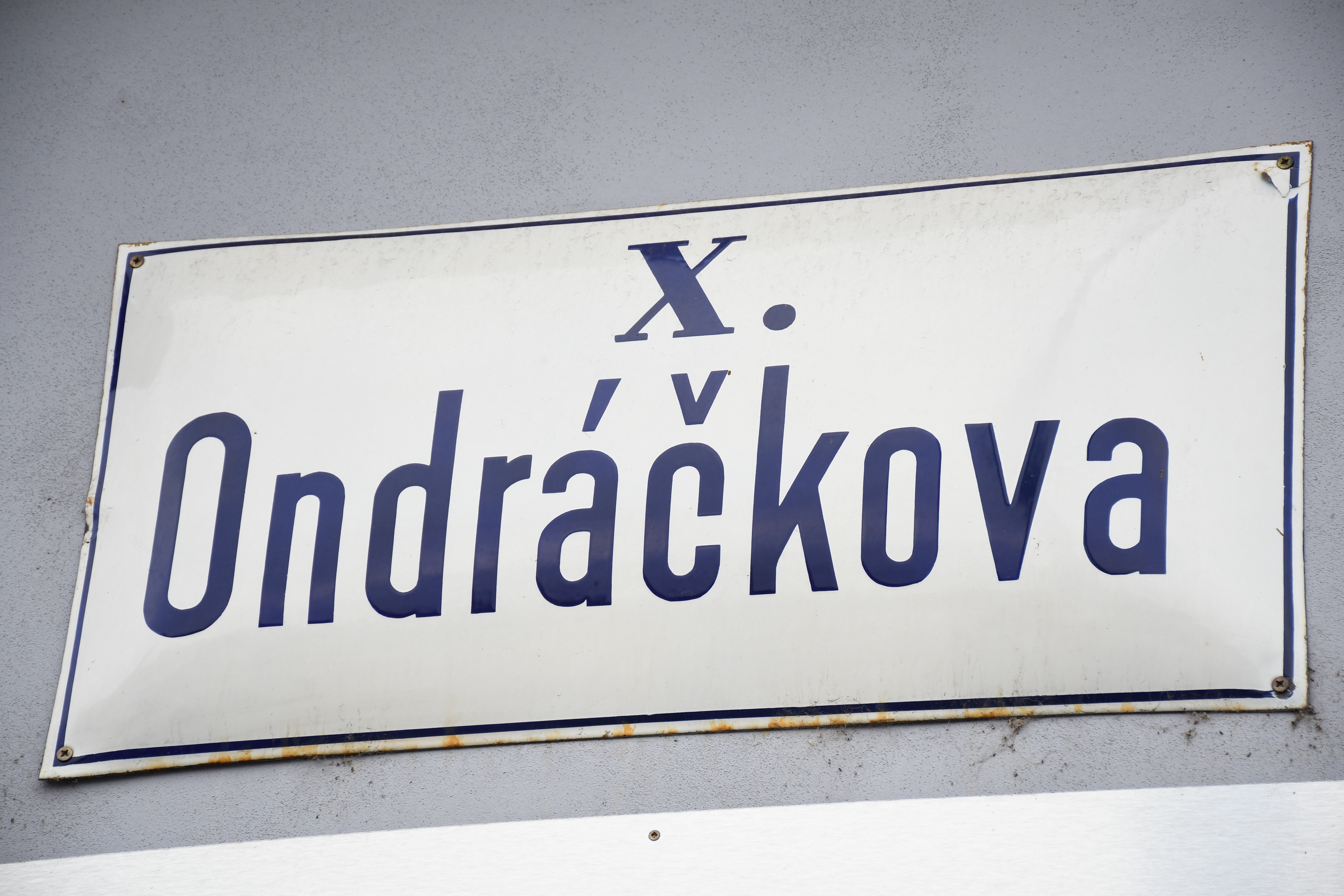
Zachované označení desátého obvodu na ulici Ondráčkova v Líšni.

Brno X bylo označení desátého městského obvodu v Brně přinejmenším v letech 1947–1960. Rozsah a vymezení obvodu se během správních reforem několikrát změnily. 
- Brno X (1947–1949), jeden z 10 městských obvodů v období od 1. ledna 1947 do 30. září 1949. Zahrnoval Líšeň.
- Brno X (1949–1954), jeden ze 13 městských obvodů v období od 1. října 1949 do 30. dubna 1954. Zahrnoval malou část k. ú. Líšeň, většinu k. ú. Černovice, celé k. ú. Slatina, nepatrnou část k. ú. Trnitá, malou část k. ú. Zábrdovice a nepatrnou část k. p. Židenice.
- Brno X (1954–1957), jeden z 12 městských obvodů v období od 1. května 1954 do 30. května 1957. Zahrnoval většinu k. ú. Brněnské Ivanovice, část k. ú. Komárov a celé k. ú. Tuřany.
- Brno X-Tuřany (1957–1960), jeden ze 13 městských obvodů v období od 1. června 1957 do 30. června 1960. Zahrnoval část k. ú. Brněnské Ivanovice, část k. ú. Komárov a celé k. ú. Tuřany.

## Související článek
- Členění Brna